# 黃金瀑布
黃金瀑布，位在水湳洞往金瓜石方向之北34線鄉道旁，為礦山地下水逐漸溶入礦體內硫化鐵礦物，分解產生高濃度鐵、硫酸根與氫離子，湧出地表後，經地形高低差而形成的瀑布，寬約百米，具有4個階地，階地間距平均約10公尺高。 因獨特的黃褐色河床，成為臺灣新北市瑞芳區知名旅遊景點。

## 形成原因
黃金瀑布的水源為世界金屬礦山常見的「酸性礦山排水」（acid mine drainage，簡稱AMD），是一種採礦產生的環境現象，不僅對地球化學元素遷移及循環影響甚大，更可能危害水資源及生態。
酸性礦山排水成因是礦山及廢礦堆中的金屬礦物暴露於大氣或排水中，產生氧化時所引發的一連串化學反應。礦山中最為常見的黃鐵礦受氧化時，產生二價鐵、硫酸根與氫離子釋放進入排水中，即是造成酸性礦山排水呈酸性的主因。
另外，黃金瀑布在河床表層形成黃褐色氫氧氧化鐵沉澱物，主要礦物組成為四方硫酸纖鐵礦（schwertmannite），四方硫酸纖鐵礦的沉澱，及其對砷和金屬的吸附作用，有助於延緩或降低黃金瀑布酸性礦山排水對環境污染之影響。

## 警告標示
黃金瀑布為典型的酸性礦山排水，水質酸鹼值約為pH 3，可視為強酸，對皮膚有腐蝕性；此外，水體內含硫酸根、鐵、銅、鋅及具有毒性的砷，其中含砷濃度高達300ppb以上，遠超過飲用標準 10ppb上限，因此周圍立有標語警告遊客切勿接觸岩石、戲水、飲用。

## 交通資訊
開車或騎車可行駛臺2線濱海公路，於78.5公里處右轉北34縣道（俗稱金水公路），左轉茹川橋，即可到達黃金瀑布，瀑布前方設有5個小型車停車位。

亦可搭乘「基隆客運台灣好行黃金福隆線856班次」、「基隆客運788班次（瑞芳火車站-福隆遊客中心）」、「基隆客運788班次（基隆-水湳洞）」及假日行駛之「基隆客運826班次（猴硐-水湳洞）」，於站牌黃金瀑布站下車。

## 外部連結
東北角暨宜蘭海岸國家風景區
新北市立黃金博物館 （页面存档备份，存于）